# Abraham
Abraham o Abrahán (en hebreo: אברהם‎, romanizado: ʾAḇrāhām; árabe: إبراهيم Ibrāhīm, griego: Ἀβραάμ Abraam, latín: Abraham) originalmente Abram (en hebreo: אברם‎, romanizado: ʾʾAḇrām; griego: Άβραμ Abram, latín: Abramus) es el primero de los tres patriarcas del judaísmo. Su historia es contada en todos los textos sagrados de las religiones abrahámicas y juega un papel importante como ejemplo de fe en el judaísmo, cristianismo e islam. Su vida y obra se relata en el libro del Génesis cuya autoría se atribuye tradicionalmente a Moisés. 
La narración gira en torno al origen del pueblo israelita frente a las demás etnias; el Dios Yahveh, divinidad tutelar de los israelitas, aquí identificado como Ēl, se revela a un habitante de Mesopotamia y le ordena establecerse en la actual región del Levante, tierra ocupada por los cananeos, pero que Yahveh promete a Abraham y su progenie. 

Vete de tu tierra y de tu parentela, y de la casa de tu padre, a la tierra que te mostraré. Y haré de ti una nación grande.
Génesis 12

En el relato Abraham fue el padre de Ismael e Isaac, ancestros respectivamente del pueblo árabe de los ismaelitas y del pueblo de Israel por medio de Jacob, hijo de Isaac y nieto de Abraham, quien tuvo doce hijos que fundaron las doce tribus de Israel. De tres de ellas, Judá, Benjamín y Leví, bisnietos de Abraham, procede el pueblo judío. De la línea de Judá descendió el rey David y, según los cristianos, Jesús de Nazaret.
En la tradición judía, Abraham se llama Avraham Avinu (אברהם אבינו) «nuestro padre Abraham», lo que significa que es el progenitor biológico de los judíos y el padre del judaísmo, el primer judío.
En el cristianismo, es el progenitor espiritual de todos los creyentes judíos o no judíos y en el islam es visto como un eslabón en la cadena de profetas que comienza con Adán y culmina en Mahoma.
Abraham no puede relacionarse con ninguna época histórica concreta, pues, según el consenso de los historiadores, la Era patriarcal, es una construcción literaria tardía, al igual que el Éxodo y el período de los Jueces. Contrariamente a lo que se suponía en la primera mitad del siglo xx, la investigación arqueológica no permite establecer con certeza la historicidad de Abraham ya que los hechos narrados en el Génesis corresponden a un marco de tiempo amplio; la historia de Abraham fue probablemente compuesta en el período persa temprano (finales del siglo VI a. C.) como resultado de las tensiones entre los terratenientes judíos que se habían quedado en Judá durante el cautiverio babilónico y los exiliados que basaban su derecho a la propiedad en Moisés y la tradición del Éxodo.

## Antroponimia
Según la Biblia, el nombre Abraham significa 'padre de multitudes', sin embargo el nombre se divide en el sustantivo hebreo ab 'padre', y el adjetivo ram 'alto, excelso'. Según el relato del Génesis, el Dios Ēl le otorgó a un hombre llamado Abram, o Abrán, el nombre de Abraham, 'padre de una multitud de gentes', derivado de ab-hamón. La semejanza puramente externa entre raham y hamón demuestra que el propósito del autor del Génesis no era dar una etimología, sino producir en el lector una determinada asociación de ideas.
La misma implica la elección divina del personaje para establecer una alianza entre él y sus descendientes con el dios supremo, que la teología posterior considera Dios único. Este pacto implicaba la adoración exclusiva a cambio de ser el progenitor de un grupo de pueblos del Cercano Oriente, de los cuales Israel sería el primogénito, con la posesión perpetua de la tierra de Canaán. El signo externo de tal pacto era la circuncisión.

## En la Biblia

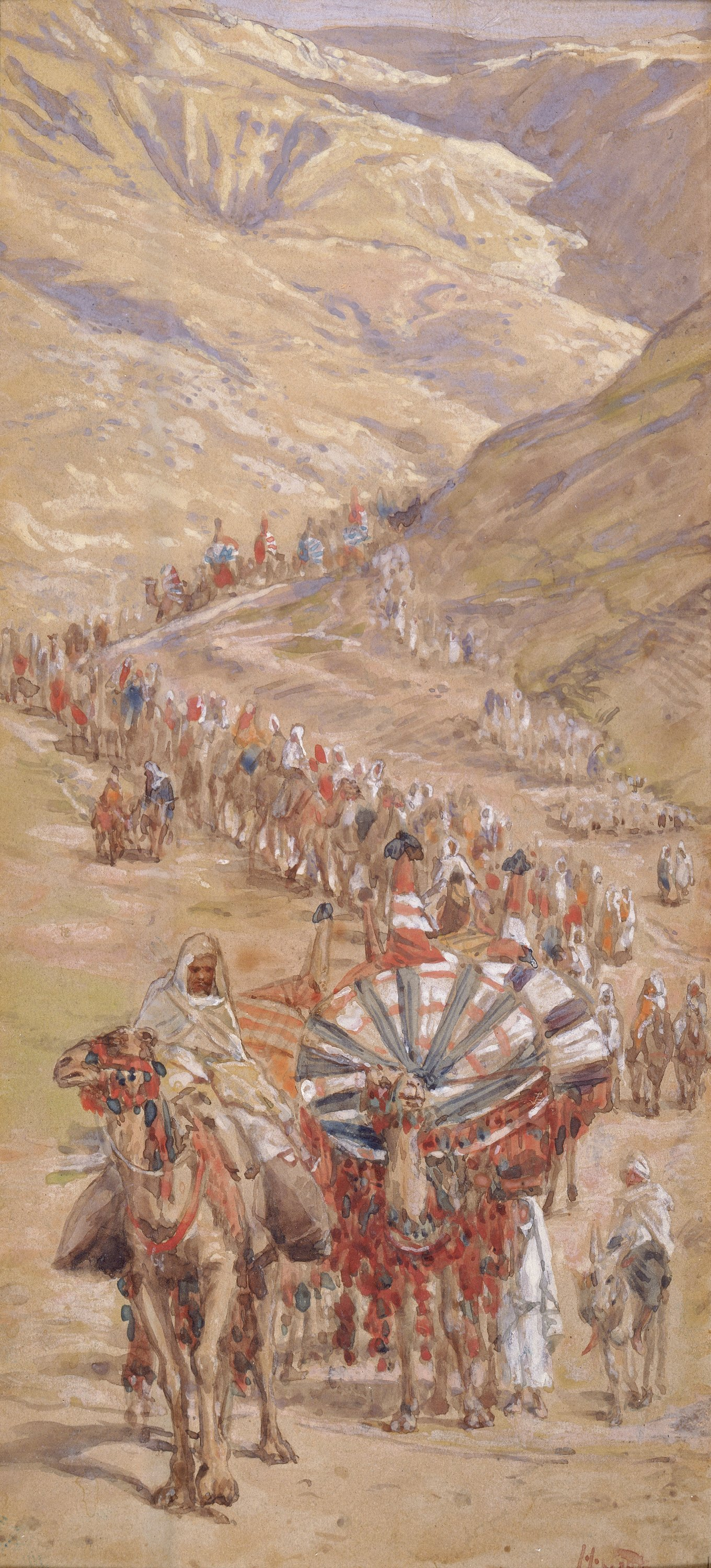
La caravana de Abraham. Acuarela por Tissot, c. 1900.

El Génesis es la principal referencia de este personaje. El relato inicia en el capítulo once, versículo veintiséis, y llega hasta el capítulo veinticinco, versículo dieciocho.

### Nacimiento y vocación

Viaje de Abraham a Canaán de acuerdo al libro de Génesis.

Según el texto bíblico, la familia de Abraham se encontraba en «Ur Kaśdim» (אוּר כַּשְׂדִּים), frecuentemente referida como «Ur de los caldeos». Taré era de la décima generación descendiente de Noé, a través de Sem, y sus hijos fueron Abraham, Nacor y Harán. Este último, cuyo hijo fue Lot, murió en su ciudad natal (Ur). Luego Abraham se casó con Sara, su medio hermana, quien era estéril. Taré (padre de Abraham) con su hijo Abraham, Sara y Lot, marcharon entonces desde Ur a Canaán, asentándose en Jarán, Mesopotamia, donde Taré murió a los 205 años de edad. Según relata el Génesis capítulo 12, cuando Abraham tenía 75 años, Dios le ordenó salir de su tierra e ir «al país que yo te indicaré», donde convertiría a Abraham y sus descendientes en un gran pueblo. De manera que Abraham emigró desde Jarán, con Sara y Lot, sus seguidores, sus rebaños, y viajaron hasta Canaán, donde, en el encinar de Siquem, el Señor le dio tierra a él y su posterioridad. Allí Abraham construyó un altar dedicado al Señor y siguió viajando hacia el sur por el desierto de Neguev.
Coincide con esta época la migración de numerosos pueblos tribales desde el sur del Cáucaso hacia el levante mediterráneo y el este europeo. Según restos arqueológicos, era habitual en esa época el modo de vida nómada, basado en la ganadería trashumante, tal como se describe la de Abraham. También son de la misma época algunas tradiciones descritas en el libro del Génesis, donde se hace referencia asimismo a algunas leyes del código de Hammurabi.
En esa época, la Biblia relata que se desata una gran hambruna sobre la faz de la tierra.

### El faraón y Abimelec

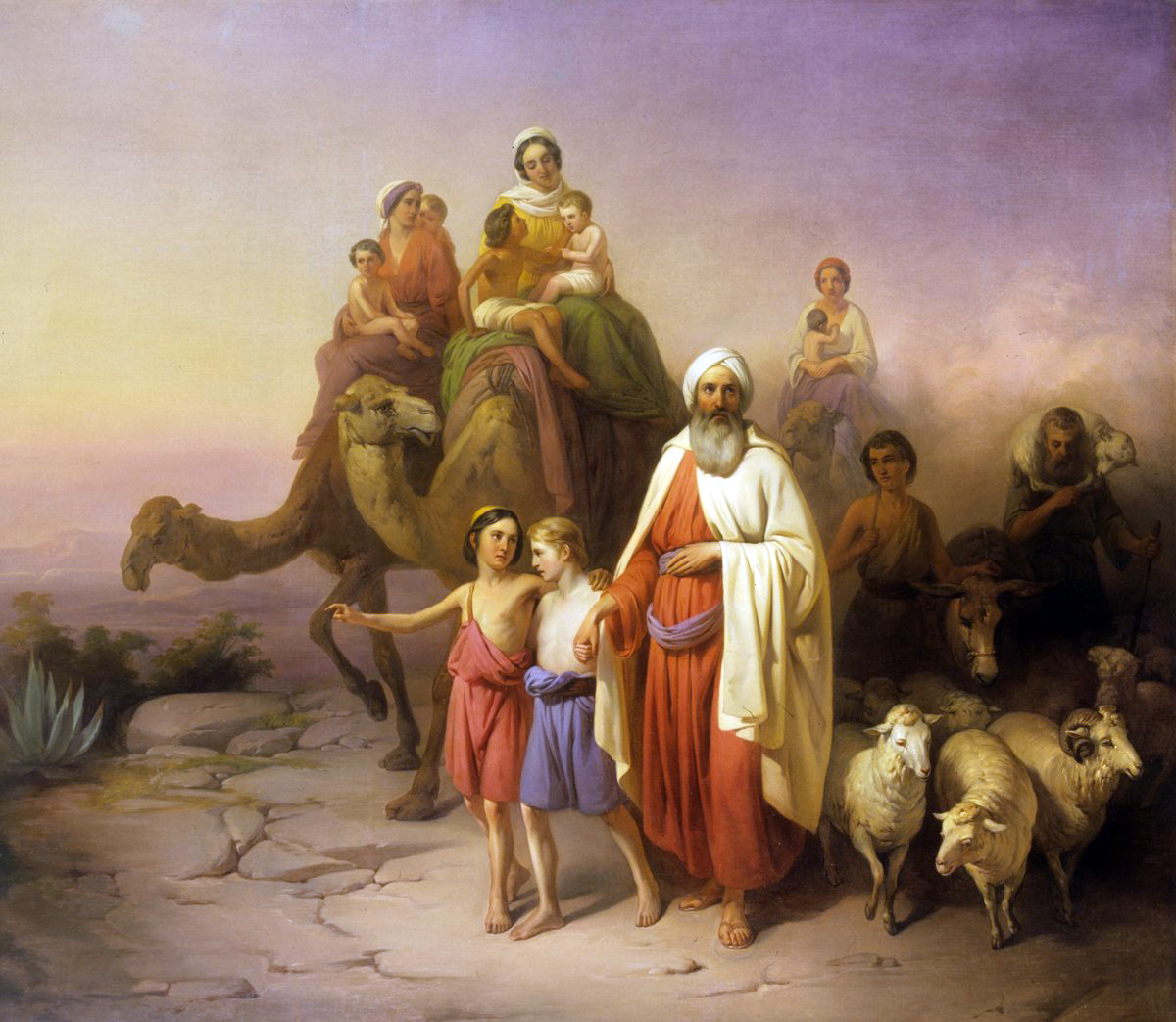
Partida de Abraham, según József Molnár

Abraham viaja desde el Neguev a Egipto. Y es aquí donde aparentemente Abraham se da cuenta de que su esposa Sara es hermosa ante los ojos de los hombres. Una vez allí los príncipes de Egipto codician a Sara. Abraham le dice a Sara que diga que es su hermana pues de lo contrario podría ser asesinado. El faraón toma a Sara y trata a Abraham muy bien por causa de ella; se le dieron ovejas, ganados, asnos, asnas, siervos, siervas y camellos. Pero el faraón es maldecido por Dios. El faraón le reclama a Abraham (por ocultarle que Sara era su esposa) y ordena a sus hombres que devuelvan a Abraham a la frontera con su mujer y todo lo suyo. Abraham, Sara y su séquito salieron de Egipto.
La segunda vez, es con Abimelec. El gobernante en cuestión, Abimelec, se siente atraído por la esposa de Abraham, Sarai/Sara e intenta casarse con ella. Como en la ocasión anterior, quienes la pretenden son maldecidos y descubiertos por el Señor y el gobernante termina dando a Abraham gran riqueza a cambio de que se retire.
Este relato es de tradición yahvista (siglo IX a. C.), tiene paralelismo en una tercera historia, la de Isaac y Rebeca, que se narra en Génesis 26. El esquema teológico es el mismo: la astucia del personaje bíblico y la providencia de Yahvé, siempre fiel a su promesa, traen la prosperidad en medio de las dificultades.

### Melquisedec
En Génesis 14, Melquisedec es rey de Salem y sumo sacerdote. En la Epístola a los hebreos se afirma que el nuevo sacerdocio de los creyentes en Cristo dejará de ser el judío (sacerdocio aarónico) y será al estilo simbólico de Melquisedec, rey de Salem, sacerdote de Dios Altísimo, quien apareciéndosele a Abraham y participando del pan y del vino en aquel encuentro transcendental salió a recibir a Abraham que volvía de la derrota de los reyes, y le bendijo, y a quien asimismo dio Abraham los diezmos de todo. Melquisedec significa primeramente «rey de justicia», y también «rey de Salem», esto es, «rey de paz».[cita requerida] Sin padre, sin madre, sin genealogía; que ni tiene principio de días, ni fin de vida, sino hecho semejante al Hijo de Dios, permanece sacerdote para siempre. Es de considerar, pues, cuán grande era este Melquisedec, a quien aún Abraham el patriarca dio diezmos del botín. En el relato del libro de Génesis, Lot no aparece en el encuentro con Melquisedec. Con esta ministración, Abraham refuerza su relación con Dios quien le bendice sobremanera.
Algunas personas creen que Melquisedec es una cristofanía, pero el libro de los hebreos, al parecer, hace una especie de analogía entre el pan y el vino que dio Melquisedec a Abraham con el ritual instituido por Jesús en la última cena. A esto se añade que el cristianismo primitivo era ajeno a las castas sacerdotales hebreas, quienes lo veían como una herejía, por lo tanto, los primeros sacerdotes cristianos no podían derivar de la casta sacerdotal hebrea, así que no tenían linaje (sin padre ni madre como Melquisedec).[cita requerida]
Melquisedec es visto por algunas versiones del cristianismo, debido al pan y al vino que dio a Abraham, como una especie de sacerdote profeta que ejecutó por primera vez el mandato del Mesías que llegaría muchos siglos después. Bajo esta tradición, Melquisedec fue el primer sacerdote cristiano, por ello el sacerdocio cristiano recibe por nombre Sacerdocio de Melquisedec.[cita requerida]

### Mambré

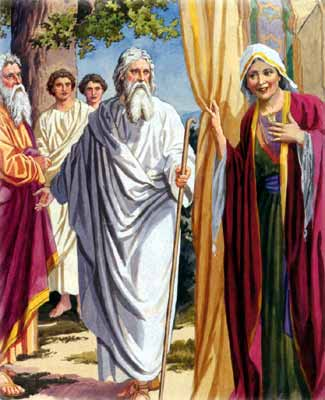
Abraham y Sara

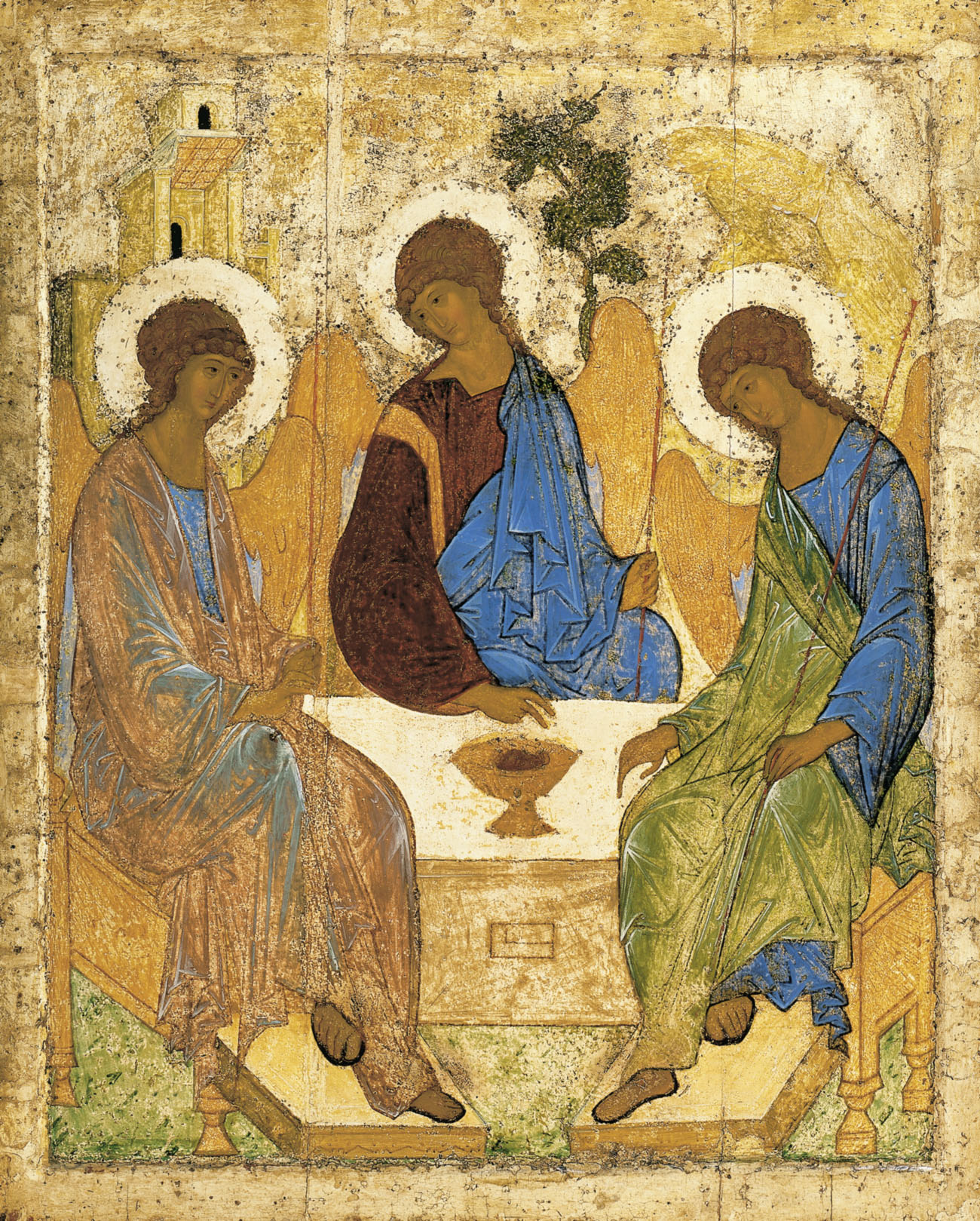
Los tres ángeles que visitan a Abraham como prefiguración de la Trinidad. Teofanía en el encinar de Mambré, por Andréi Rubliov. Galería Tretiakov, Moscú.

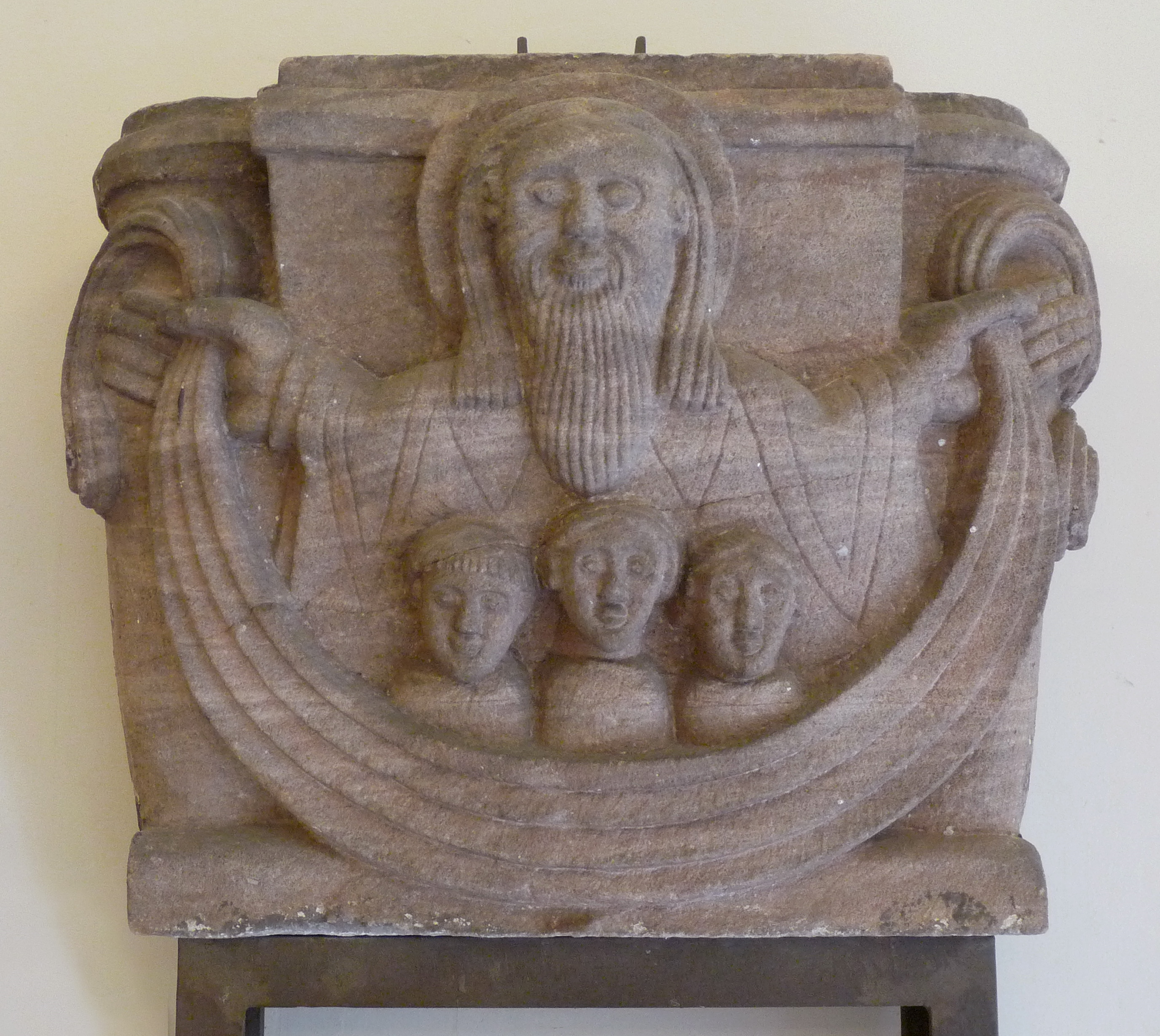
Abraham representado como Padre de Muchas Naciones y Padre de los Creyentes. Capitel románico. Museo de Unterlinden, Colmar.

Sacrificio de Isaac. Laurent de La Hyre, 1650.

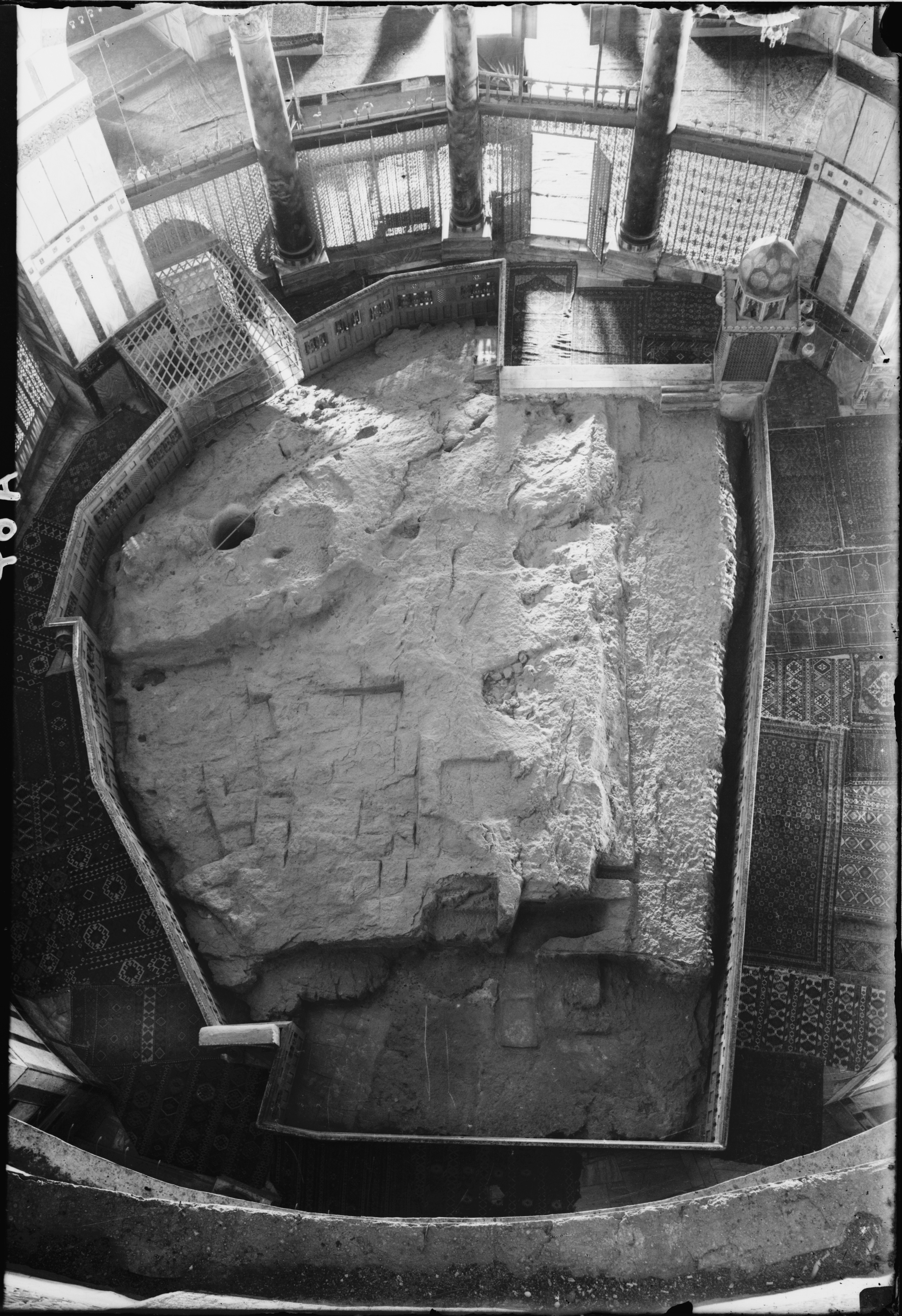
La llamada «Roca Fundacional», Jerusalén, sitio donde diferentes religiones monoteístas sostienen tuvo lugar la prueba de la fe de Abraham mediante el sacrificio de su hijo. Allí precisamente estuvo otrora ubicado el Sanctasanctórum del Templo y se encuentra hoy el Domo de la Roca.

Tras el período pasado en Egipto, Abram, Sarai y su sobrino Lot, regresaron a Hai en Canaán. Allí vivieron durante algún tiempo, incrementándose sus rebaños, hasta que surgió la discordia entre los pastores de Abraham y los de Lot. Abraham entonces propuso a Lot que se separaran, permitiendo a Lot que eligiera en primer lugar. Lot escogió la fértil tierra al este del río Jordán y cerca de Sodoma y Gomorra, mientras que Abraham vivió en Canaán, trasladándose al encinar de Mambré, cerca de Hebrón, donde construyó un altar al Señor.
Después de esto, una fuerza invasora desde la Mesopotamia septentrional, dirigida por Codorlaomor, rey de Elam, atacó y sometió a las ciudades de la llanura, forzándolas a pagar tributo. Después de doce años, estas ciudades se rebelaron. Al año siguiente, Codorlaomor y sus aliados regresaron, derrotando a las rebeldes y tomando muchos cautivos, entre ellos Lot. Abraham reunió a sus hombres y persiguió a los invasores, derrotándolos cerca de Damasco. A su regreso se encuentra con el rey de Salem, Melquisedec, quien lo bendice. El rey de Sodoma le ofrece a Abraham el diezmo de los bienes recuperados como recompensa, pero Abraham lo rechaza, de manera que el rey de Sodoma no pudiera decir «Yo he enriquecido a Abraham».
Durante esta época, Sarai, al ser estéril, ofreció a su esclava, Agar a Abraham. Agar concibe pronto. Sarai, celosa, trata a Agar duramente, forzándola a huir. Cuando está en el desierto, el Señor se aparece a Agar y le dice: «Vuelve a tu señora y humíllate bajo su mano», pero prometiéndole que su hijo también será el padre de una «muchedumbre». Su hijo se llamó Ismael, considerado el padre de los ismaelitas (beduinos nómadas).
Cuando Abraham tiene noventa y nueve años de edad, el Señor se le aparece de nuevo y confirma su pacto con él: Sarai dará a luz a un hijo que será llamado Isaac y la casa de Abraham deberá, a partir de entonces, circuncidarse. Entonces le dice que no se llamará Abram sino Abraham y, dirigiéndose a Sarai, le dice que ya no se llamará así más, sino que su nombre será Sara. Finalmente, y en cuanto a Isaac, dice que engendrará doce príncipes, que se convertirán en una gran nación. 
En Génesis 18 se narra la «aparición en Mambré»: 

Yahvé se aparece a Abraham junto al encinar de Mambré, acompañado por dos ángeles, los tres en forma humana. Acoge a estos huéspedes en su casa y en la comida uno de ellos le reitera que Sara tendrá un hijo de ahí en un año. Se marchan de ahí en dirección a Sodoma, en compañía de Abraham. Este intercede ante Yavé diciendo que no destruya a toda la ciudad por un puñado de pecadores. Así pide que no la destruya si encuentra primero cincuenta, luego cuarenta y cinco, después cuarenta, treinta, veinte y así hasta diez hombres justos dentro de la ciudad. En cada una de las ocasiones, Yahvé le responde que si los encuentra, perdonará a todo el lugar en consideración a ellos.
Génesis 18

Los dos ángeles fueron a Sodoma, donde los recibe Lot en su casa. Pronto se reúne una multitud alrededor de la casa de Lot, exigiéndole que les entregue a los dos hombres de manera que puedan abusar de ellos. Lot les ofrece a sus hijas, pero los hombres de la ciudad le siguen presionando hasta que los ángeles los hirieron de ceguera. Por la mañana, le dicen a Lot que huya y que no mire hacia atrás mientras las ciudades son destruidas. Sin embargo, su esposa desobedece y queda convertida en una estatua de sal.
Después de estos acontecimientos, Abraham, que habita como forastero en Gerar, hace un pacto con el rey Abimelec. Es entonces cuando nace Isaac, de su esposa Sara, estéril hasta avanzada edad, el cual es considerado el único heredero, el cual fue padre de Esaú y de Jacob (Israel).

### Convenio abrahámico
Un rasgo recurrente de la historia de Abraham son los convenios entre él y Dios, que se reiteran y reafirman varias veces. Cuando a Abraham se le dice que abandone la ciudad de Ur Casdim, el Señor promete «Yo haré de ti un gran pueblo».
Después de separarse de Lot, Dios aparece y promete darle, a él y su descendencia, «Toda la tierra que tú ves» y que multiplicaría su posteridad «como el polvo de la tierra». Después de la batalla en el valle de Sidim, el Señor aparece y confirma la promesa. Más tarde, se profetiza que «tus descendientes morarán como extranjeros en una tierra extraña, en la que serán esclavos y se verán oprimidos durante cuatrocientos años». Abraham hace un sacrificio y acepta el convenio y Yahvé declara: «A tu descendencia doy esta tierra, desde el torrente de Egipto hasta el gran río, el Éufrates; al quineo, al quineceo, al cadmoneo, al jeveo, al fereceo, a los refaim, al amorreo, al cananeo, al guerguesco y al jebuseo». Este convenio se refiere a la descendencia de Abraham a través de su hijo Isaac. El pacto no pasaría, sin embargo, a todos los descendientes de Isaac, sino que de Isaac el convenio se transmitió sucesivamente a Jacob, José y Efraím de manera que mientras se profetizaba que el Mesías provendría de Judá, hijo de Jacob, esto es, el pueblo judío, el derecho de nacimiento de muchas naciones permaneció con Efraím, hijo de José.
Cuando Abraham tiene noventa y nueve años de edad, el Señor se le aparece de nuevo para confirmar el convenio y le dice que cambie su nombre de Abram por el de Abraham. Ordena a Abraham, además, que circuncide a todos los varones de su casa como señal del convenio.

### El sacrificio de Isaac
El personaje de Abraham es conocido por el relato del sacrificio de su hijo Isaac a Dios. Algún tiempo después del nacimiento de Isaac, el Señor ordenó a Abraham que le ofreciera a su hijo en sacrificio en la región de Moriah. Según la exégesis, este relato parece justificar el abandono de la práctica cananea de sacrificar al primogénito. Se tiene la creencia de que Isaac era un niño cuando Dios pidió a Abraham que sacrificara a su primogénito. Esto es así, ya que la palabra usada en la Biblia para muchacho es נַעַר (náar) en el Génesis 22:12; que se refiere a un muchacho en la edad de la infancia o adolescencia. El patriarca viajó durante tres días hasta que encontró el túmulo que Dios le mostró. Ordenó al siervo que esperara mientras que él e Isaac subían solos a la montaña, Isaac llevando la leña en la que sería sacrificado. A lo largo del camino, Isaac pregunta una y otra vez a Abraham dónde estaba el animal para el holocausto. Abraham respondía que el Señor proporcionaría uno. Justo cuando Abraham iba a sacrificar a su hijo, se lo impidió un ángel diciendo: «No extiendas tu mano contra el niño, ni le hagas nada; pues ahora conozco que eres temeroso de Dios» y en ese lugar le dio un carnero que sacrificó en lugar de su hijo. Así se dice, «El monte de Yavé provee». Como recompensa por su obediencia recibió otra promesa de una numerosa descendencia y prosperidad. Después de este acontecimiento, Abraham no volvió a Hebrón sino a Beerseba.

### Últimos años
Sara murió a los ciento veintisiete años de edad y fue enterrada en la caverna de los Patriarcas cerca de Hebrón, que Abraham había comprado a Efrón el jeteo, junto con el campo adyacente. Abraham, recordando por este hecho, probablemente, su propia ancianidad, y la consecuente incertidumbre de su vida, procura asegurar una alianza entre Isaac y una rama femenina de su propia familia.
Su siervo (tradicionalmente identificado con Eliezer) fue enviado entonces a Mesopotamia, para encontrar entre la parentela de Abraham a una mujer para su hijo Isaac. Eliezer marchó a realizar el encargo con prudencia, y regresó con Rebeca, hija de Batuel, nieta de Najor y, en consecuencia, sobrina-nieta de Abraham y sobrina segunda de Isaac. Muchos comentaristas bíblicos creen que Rebeca era aún una niña cuando se casó con Isaac, mientras que Isaac tenía cuarenta años.
Abraham vivió bastante tiempo después de estos acontecimientos. Tras la muerte de Sara, tomó otra esposa llamada Cetura y tuvo con ella seis hijos, Zimram, Jocsán, Medán, Madián, Isbac y Súa.
Abraham murió a los ciento setenta y cinco años de edad. Fue enterrado en Hebrón junto con su primera mujer y el resto de su familia (Sara, Isaac, Jacob, Rebeca y Lea) en lo que se conoce como Tumba de los Patriarcas (Macpela).

## En el imaginario colectivo

### Literatura
Abraham es un personaje bíblico que ha inspirado numerosas obras literarias, tanto en la ficción como en el ensayo. El filósofo danés Søren Kierkegaard, en su libro «Temor y temblor» (título original: Frygt og Bæven) publicado en 1843 con el seudónimo Johannes de Silentio (Juan del Silencio), reflexiona acerca de los sentimientos de Abraham cuando Dios le pide el sacrificio de Isaac.
La novela del canadiense W. G. Hardy «Padre Abraham» (Father Abraham) de 1935 narra de manera ficcional la vida de Abraham, con base en la Biblia y la investigación histórica de su tiempo. La autora británica Lynne Reid Banks cuenta la historia bíblica de Sara y Abraham como parte de su colección de cuentos: «Sara y después: las matriarcas» (Sarah and After: the matriarchs), publicada en 1975, desde el punto de vista de la esposa del patriarca. El novelista español Gustavo Martín Garzo relata la relación entre Abraham y su hijo Isaac en su obra No hay amor en la muerte (2017). El argelino Boualem Sansal lo hace protagonista de su novela de 2020; Abraham ou La cinquième Alliance. En el ciclo La Traversée des temps del escritor franco belga Éric-Emmanuel Schmitt, que se propone relatar la historia de la Humanidad, Abraham aparece en el volumen 2, La Porte du ciel (2021).

### Pintura

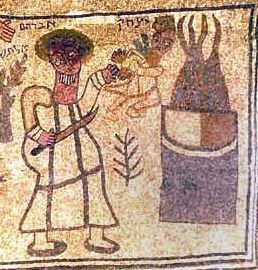
El sacrificio de Isaac. Mosaico bizantino por Marianos y Janina. Sinagoga de Beit-Alfa, Israel, siglo VI.
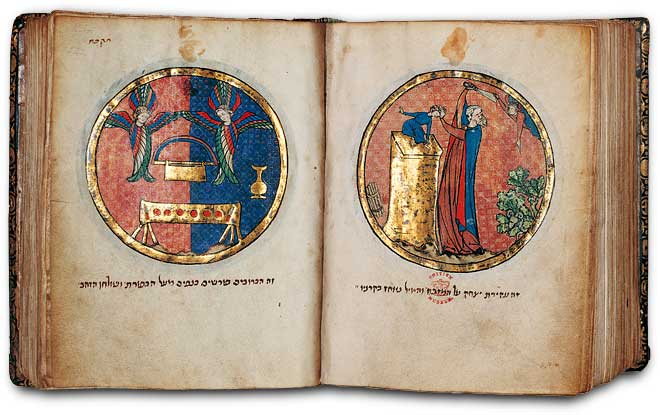
Miscelánea hebreo-francesa, c. 1278-98. La página de la derecha, folio 521b, presenta un medallón con Abraham a punto de sacrificar a Isaac y el ángel deteniéndolo.
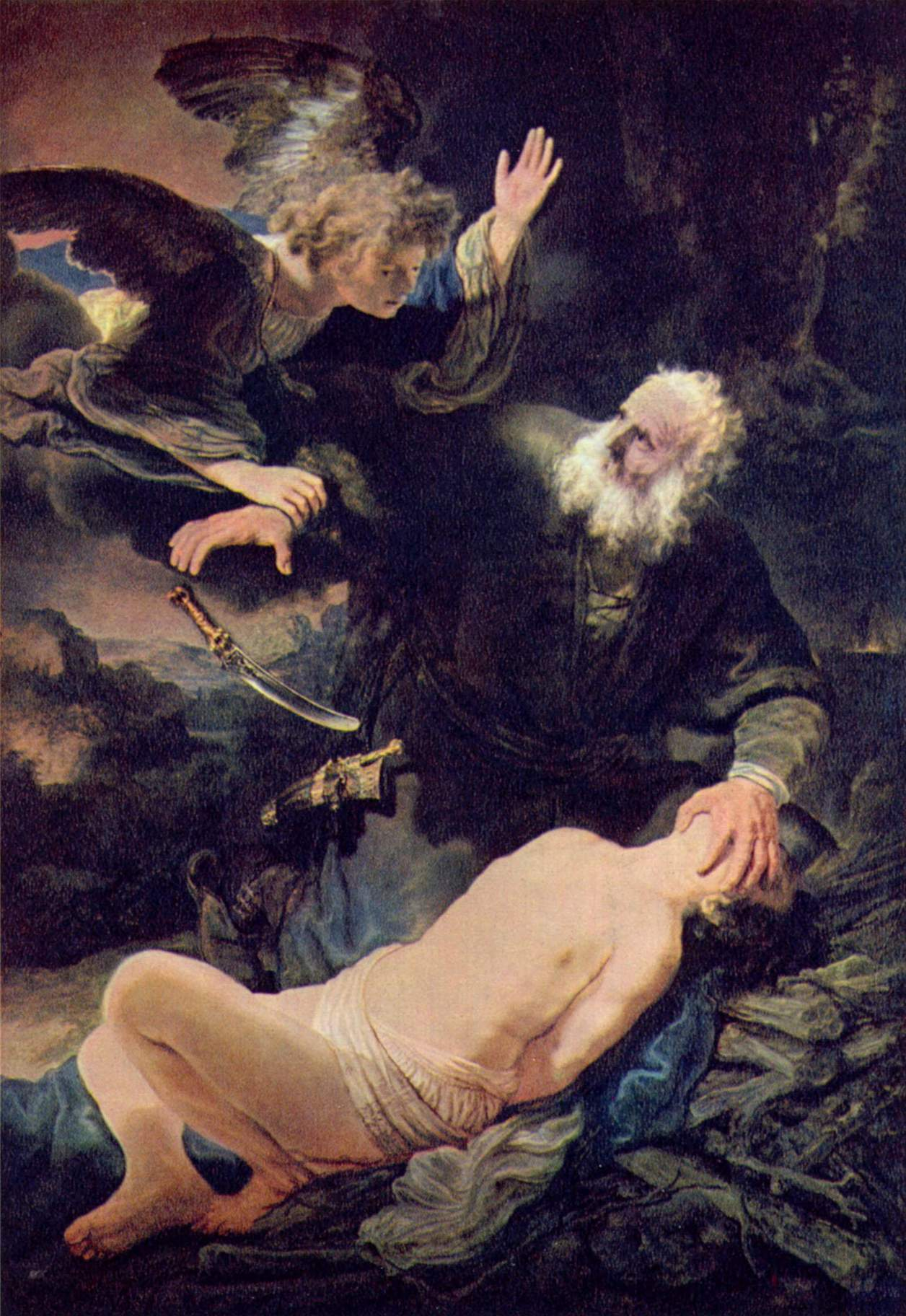
Abraham a punto de sacrificar a Isaac y la intervención del ángel. Óleo por Rembrandt.

### Cine
- 1918 - Restitution /The Conquering Christ /God's To-Morrow /By Super Strategy (EUA)[54]
- 1920 - La Sacra Bibbia (Italia)[55]
- 1926 - Le berceau de dieu (Francia)[56]
- 1936 - The Green Pastures /Los verdes prados (EUA)[57]
- 1966 - The Bible... in the beginning /La Biblia (EUA)[58]
- 1994 - Abraham: El primer patriarca Info
- 2010 - Abraham (Australia) [Cortometraje][59]
- 2016 - Genesis (EUA)[60]
- 2023 - Su único hijo (EUA)[61]

Películas para TV:
- 1979 - The New Media Bible: Book of Genesis (EUA) [Video][62]
- 1998 - Greatest Heroes and Legends of the Bible /Grandes Héroes y Leyendas de la Biblia (EUA) [Video Animación][63]
- 2003 - Great People of the Bible (EUA) [TV-Movie Documental][64]
- 2005 - The Animated Kid's Bible (Australia) [TV-Movie Mediometraje Animación][65]
- 2005 - Bible Battles (EUA) [TV-Movie Documental][66]

Series de TV:
- 1958 - The Old Testament Scriptures (EUA) [TV-Serie][67]
- 1978-1979 - Greatest Heroes of the Bible /Grandes héroes de la Biblia (EUA) [TV-Serie][68]
- 1992-1995 -Animated Stories from the Bible (EUA) [TV-Serie Animación][69]
- 1993 - Abraham (EUA, Italia, Francia, Alemania, Rep. Checa) [TV-Serie][70]
- 1994-1998 - Mysteries of the Bible /Misterios de la biblia (EUA) [TV-Serie Documental][71]
- 1996 - Testament: The Bible in Animation (Reino Unido) [TV-Serie Animación][72]
- 2000 - In the Beginning /En el comienzo (EUA) [TV-Serie][73]
- 2013 - The Bible /La Biblia (EUA, Reino Unido) [TV-Serie Documental][74]
- 2021 - Génesis (Brasil) [TV-Serie Novela bíblica]